# Ignacy Mystkowski

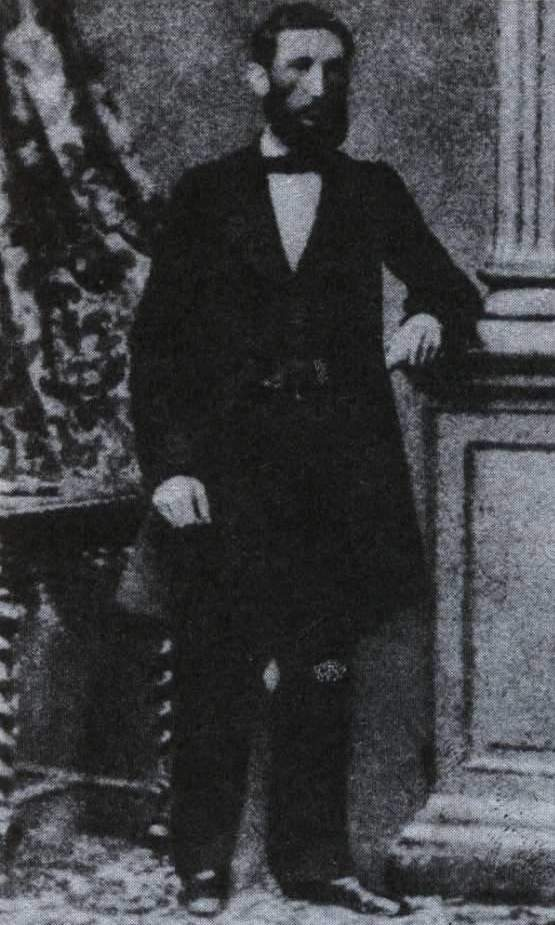
Ignacy Mystkowski ps. „Ojciec”

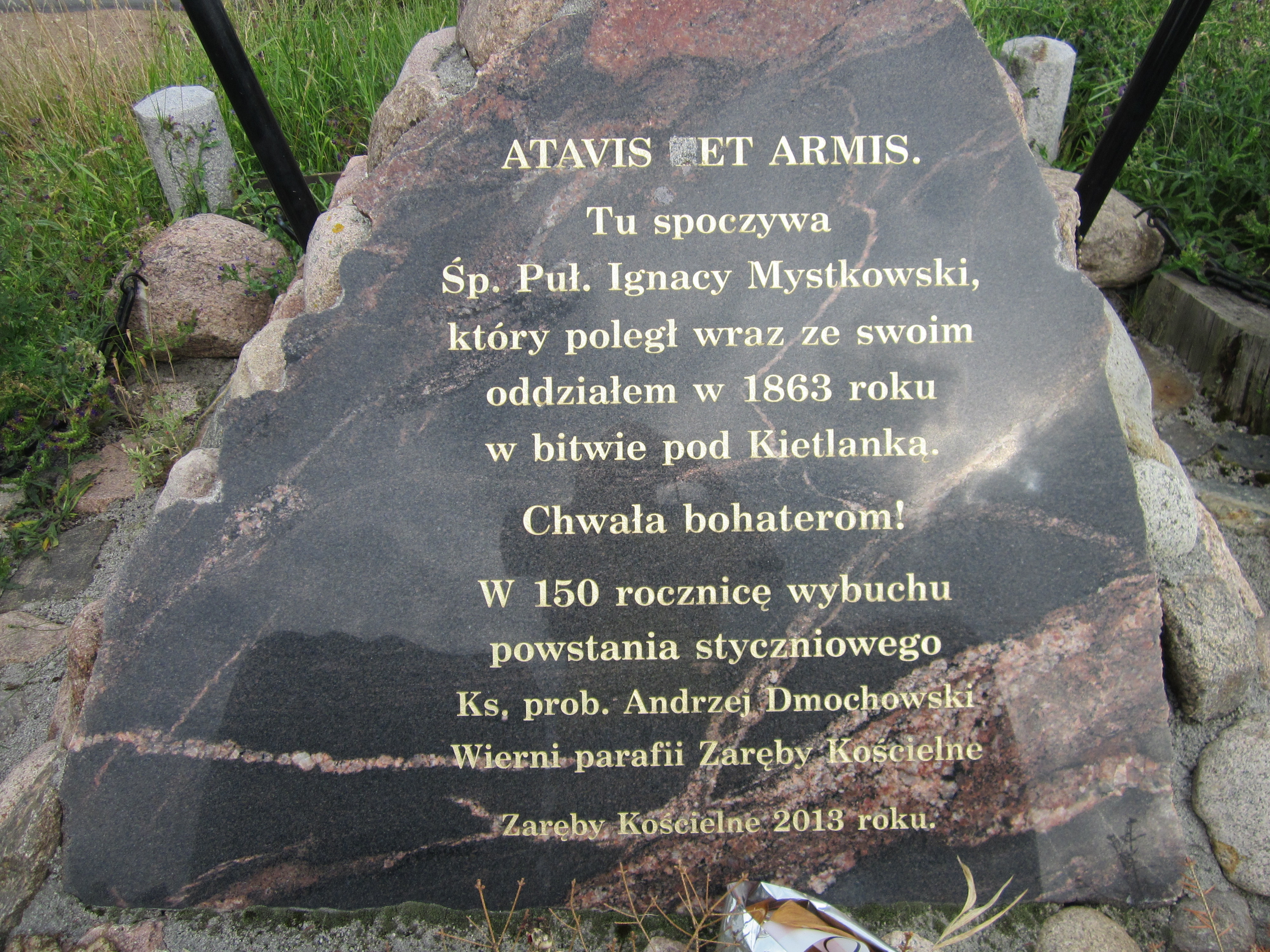
Grób Ignacego Mystkowskiego w Zarębach Kościelnych

Ignacy Mystkowski ps. „Ojciec” (ur. 20 lipca 1827 w Swierżach, parafia Świerże), syn Jana i Marianny z Szymańskich, zm. 13 maja 1863 pod Kietlanką, z honorami dowódcy został pochowany przez powstańców w Zarębach Kościelnych; dowódca oddziału okresu powstania styczniowego, naczelnik wojenny powiatu pułtuskiego i ostrołęckiego.
Mystkowski od stycznia 1849 roku mieszkał w La Chaux-de-Fonds (Szwajcaria) zajmując się zegarmistrzostwem. W 1854 roku ożenił się w Besançon (Doubs, Francja) z poznaną w Szwajcarii francuską pochodzącą z rodziny zegarmistrzowskiej Eugénie Elise Jeannot. W 1857 roku uzyskuje zgodę na powrót do kraju od władz carskich.
Jako inżynier komunikacji kolejowej pracował na Kolei Warszawsko-Petersburskiej, oddanej do użytku w grudniu 1862 i przebiegającej przez Małkinię.
W czasie powstania styczniowego został mianowany naczelnikiem powiatów ostrołęckiego, przasnyskiego i pułtuskiego. Dowodził dużym oddziałem powstańczym, liczącym na początku maja 1863 roku ok. 1200 ludzi. Wraz ze swoimi żołnierzami pokonał Rosjan w bitwie pod Stokiem 4 maja 1863 i awansował do stopnia podpułkownika.
Zginął 13 maja 1863 roku w bitwie pod Kietlanką k. Czyżewa, którą poprzedziła nieudana zasadzka na pociąg wiozący rosyjskich żołnierzy.